# Воїни-інтернаціоналісти
Во́їни-інтернаціоналі́сти — радянський пропагандистський термін на позначення військових контингентів соціалістичних країн (у першу чергу СРСР, країн Варшавського договору та Куби), а також співробітників органів внутрішніх справ та держбезпеки, що брали участь, добровільно або в порядку службової необхідності, в збройних конфліктах на території іноземних держав на стороні режимів, лояльних до СРСР, які розглядалися як «прогресивні», «антиімперіалістичні», «антифеодальні», «комуністичні/соціалістичні», «народно-визвольні», тощо.
У наш час, оскільки термін «воїн-інтернаціоналіст» мав штучний, пропагандистський характер, він практично вийшов із ужитку — його замінив термін «воїн-афганець» (разом з тим, воїнами-інтернаціоналістами називали й тих, хто розміновував Алжир).
15 лютого (день офіційного закінчення виводу радянських військ із Афганістану) є офіційним Днем вшанування учасників бойових дій на території інших держав (воїнів-інтернаціоналістів) в Україні. Відзначається також у Росії та ряді країн колишнього СРСР.
|                                                                                |  |  |
| Пам'ятна монета НБУ присвячена учасникам бойових дій на території інших держав |  |  |

## Поняття та історія виникнення
Безпосередня участь Збройних Сил СРСР та Збройних Сил його країн-сателітів у конфліктах на території інших держав подавалася радянською пропагандою як виконання інтернаціонального обов'язку, надання братської допомоги народам, що борються за національне визволення від імперіалістичних посягань. Водночас, фактична участь радянських військовослужбовців, інструкторів, представників органів держбезпеки, політичних працівників у бойових діях на теренах інших держав радянським керівництвом не визнавалася. Під час бойових дій в Іспанії, Китаї, В'єтнамі радянські військові спеціалісти діяли під вигаданими іменами (наприклад, радянський льотчик-винищувач, згодом — Маршал Радянського Союзу,— Р. Я. Малиновський під час війни в Іспанії був відомий як «Капіта́н Маліно́»; широко відома також байка про «Льотчика Лі́ Сі́ Ци́на», що з'явилася у період В'єтнамської війни, як жарт відносно того, представники якої країни насправді знищують літаки ВПС США). Зазвичай, СРСР визнавав свою участь у військових діях на теренах інших країн винятково як сторона, що надає гуманітарну допомогу одній зі сторін конфлікту.
Першим збройним конфліктом, участь у якому радянських Збройних Сил була визнана керівництвом СРСР, стала Війна в Афганістані 1979—1989 рр. З того часу термін «воїн-інтернаціоналіст» закріпився переважно за учасниками цієї війни.

## Правовий статус воїнів-інтернаціоналістів
У сучасній Україні замість терміну «воїн-інтернаціоналіст» законодавчо закріплено поняття учасника бойових дій на території інших держав.
Відповідно до статті 6 Закону України «Про статус ветеранів війни, гарантії їх соціального захисту», учасники бойових дій на території інших держав — особи, які за рішенням Уряду колишнього Союзу РСР проходили службу, працювали чи перебували у відрядженні в державах, де в цей період велися бойові дії, і брали участь у бойових діях чи забезпеченні бойової діяльності військ (флотів):
- військовослужбовці Радянської Армії, Військово-Морського Флоту, Комітету державної безпеки, військовослужбовці і особи рядового, начальницького складу Міністерства внутрішніх справ колишнього Союзу РСР;
- військові та технічні спеціалісти і радники;
- працівники відповідних категорій;
- військовозобов'язані, які призивалися на навчальні збори і направлялися до Афганістану в період ведення там бойових дій;
- військовослужбовці автомобільних батальйонів, які направлялися до Афганістану для доставки вантажів у цю країну в період ведення там бойових дій;
- військовослужбовці льотного складу, які здійснювали вильоти на бойові завдання до Афганістану з території колишнього СРСР;
- працівники сфери культурного обслуговування, які в період ведення бойових дій в інших державах виступали перед воїнами військових з'єднань і контингентів.

Крім того, учасниками бойових дій на території інших країн визнаються:
- військовослужбовці Збройних Сил України, Служби безпеки України, Служби зовнішньої розвідки України, інших утворених відповідно до законів України військових формувань;
- військовослужбовці, особи рядового, начальницького складу Міністерства внутрішніх справ України, які за рішенням відповідних державних органів були направлені для виконання миротворчих місій або у відрядження в держави, де в цей період велися бойові дії.[2]

Російське законодавство включає поняття «воїни-інтернаціоналісти» в категорію ветеранів бойових дій.
До таких, зокрема, відносяться:
- військовослужбовці і співробітники органів внутрішніх справ, органів держбезпеки, установ та органів кримінально-виконавчої системи, що були направлені до інших країн органами державної влади СРСР та брали участь в бойових діях при виконанні службового обов'язку на території цих країн;
- військовослужбовці автомобільних батальйонів, що направлялись до Афганістану в період ведення там бойових дій для транспортування вантажів.

## Думка Інституту історії України НАН України щодо доцільності поняття «воїн-інтернаціоналіст»
|  | Стале радянське ідеологічне кліше, яке, в дусі ідеї експорту пролетарської революції, прикривало експансіоністські прагнення СРСР. Оскільки в Україні це словосполучення остаточно утвердилося за ветеранами війни в Афганістані (1979—1989 рр.), пропонуємо змінити назву „Воїнів-інтернаціоналістів“ на „Воїнів-афганців“. У сучасній назві — Воїнів-інтернаціоналістів — міститься прихована небезпека: сьогодні-завтра пропаганда РФ називатиме воїнами-інтернаціоналістами своїх „добровольців“ й „відпускників“ на Донбасі. |

## Війни й конфлікти за участі воїнів-інтернаціоналістів
Алжир
- 1962—1964

Ангола
- листопад, 1975 — листопад, 1992

Афганістан
- грудень, 1979 — 15 лютого, 1989

Бангладеш
- 1972—1973 (Особовий склад кораблів Військово-Морського Флоту СРСР)

В'єтнам
- січень, 1961 — грудень, 1974 (У тому числі особовий склад кораблів Тихоокеанського флоту, що вирішував бойові задачі в Південно-Китайському морі)

Ефіопія
- грудень, 1977  — листопад, 1990

Єгипет
- жовтень, 1962 — березень, 1963
- червень, 1967
- 1968
- березень, 1969 — липень, 1972
- жовтень, 1973 — березень, 1974
- червень, 1974 — лютий, 1975 (Особовий склад тральщиків Чорноморського та Тихоокеанського флотів брав участь у розмінуванні зони Суецького каналу)

Єменська Арабська Республіка
- жовтень, 1962 — березень, 1963
- листопад, 1967 — грудень, 1969

Камбоджа
- квітень—грудень, 1970

Корея
- 1950—1953

Куба
- 1962 (операція «Анадир»)

Лаос
- січень, 1960—грудень, 1963
- серпень, 1964 — листопад, 1968
- листопад, 1969 — грудень, 1970

Ліван
- червень, 1982

Мозамбік
- 1967—1969
- листопад, 1975 — листопад, 1979
- березень, 1984 — серпень, 1988

Сирія
- червень, 1967
- березень—липень, 1970
- вересень—листопад, 1972
- жовтень, 1973
- червень, 1982

Угорщина
- 1956

Чехословаччина
- 1968 (операція «Дунай»)

## Дивитись також
- Воїни-інтернаціоналісти на Тернопільщині
- Інтернаціоналізм